# 張道河
張道河（韓語：장도하，1995年2月19日—），韓國男演員。

## 影視作品

### 劇集
| 年份 | 播放平台 | 劇名               | 角色       | 備註  |
| 2019 | JTBC     | 《我的國家》       | 傑         | [ 1 ] |
| 2020 | KBS2     | 《他就是那傢伙》   |            |       |
| 2020 | tvN      | 《青春紀錄》       | 楷效的朋友 |       |
| 2021 | KBS2     | 《五月的青春》     | 李瑞溫     |       |
| 2022 | tvN      | 《流星》           | 張碩宇     | 配角  |
| 2022 | YouTube  | 《我們不是垃圾》   | 金道允     | [ 3 ] |
| 2024 | SBS      | 《來自地獄的法官》 | 文情俊     | 客串  |

## 外部連結
- 官方网站
- 張道河的Instagram帳戶
- 張道河在NAVER上的资料
- 張道河在Daum上的资料
- 張道河在互联网电影资料库（IMDb）上的資料（英文）
- 張道河在HanCinema的頁面（英文）